# Diecéze Gent
Diecéze gentská (latinsky Dioecesis Gandavensis) je římskokatolická diecéze na území Belgie se sídlem v Gentu, která je sufragánní vůči mechelensko-bruselské arcidiecézi. Její katedrálou je gentská katedrála sv. Bavona.

## Historie
Diecéze byla založena v roce 1559. 